# Svatokřížské vojvodství
Svatokřížské vojvodství (polsky Województwo świętokrzyskie) je vyšší územně samosprávný celek Polska, je jedním z 16 vojvodství. Vzniklo v roce 1999 na území dřívějších vojvodství: Kieleckého a části Tarnobřežského a Radomského.

## Okresy

### zemské okresy
- Okres Busko
- Okres Jędrzejów
- Okres Kazimierza
- Okres Kielce
- Okres Końskie
- Okres Opatów
- Okres Ostrowiec
- Okres Pińczów
- Okres Sandoměř
- Okres Skarżysko
- Okres Starachowice
- Okres Staszów
- Okres Włoszczowa

### městský okres
- Kielce

## Zeměpis

### Administrativní poloha
Vojvodství se nachází v jihovýchodním Polsku a hraničí s těmito vojvodstvími:
- lublinským v délce 33,1 km na východě
- lodžským v délce 152,1 km na severozápadě
- malopolským v délce 178,4 km na jihu
- mazovským v délce 200,3 km na severu
- podkarpatským v délce 81,6 km na jihovýchodě
- slezským v délce 137,9 km na západě

Jako čistě vnitrostátní vojvodství nemá nikde hranici shodnou se státní hranicí.

### Poloha fyzickozeměpisná
Svatokřížské vojvodství se rozkládá v oblasti Malopolské vysočiny, na její části zahrnující:
- Kieleckou vysočinu
- Nidanskou pánev
- východní část Předborské vysočiny

Část hranice vojvodství je přirozená – na jihovýchodě ji tvoří Visla, na západě Pilica. Téměř celý region (s výjimkou jedné z partií Sandoměře) se nachází v levostranné části povodí Visly.

### Topografie
Polohu vojvodství vyznačují jeho krajní body:
- na západě obec Dąbie (Doubí) (19°43′E)
- na východě město Zawichost (21°42′E)
- na severu poblíž Kamenné Woli (51°21′N)
- na jihu nedaleko Sędziszowic (Sudišovice) (50°10′N)

### Obyvatelstvo a rozloha
Údaje z 31. prosince 2010:
|                       | Celkem        | Celkem        | Ženy    | Ženy | Muži    | Muži |
| --------------------- | ------------- | ------------- | ------- | ---- | ------- | ---- |
| jednotka              | osoby         | %             | osoby   | %    | osoby   | %    |
| obyvatel              | 1 266 014     | 100           | 649 552 | 51,3 | 616 462 | 48,7 |
| rozloha               | 11 710,50 km² | 11 710,50 km² |         |      |         |      |
| hustota zalidnění/km² | 108,1         | 108,1         | 55,5    | 55,5 | 52,6    | 52,6 |

## Paleontologie
Na území tohoto vojvodství byly v uplynulých dvou desetiletích objeveny četné otisky fosilních stop neptačích dinosaurů z období svrchního triasu a jury. Okolo některých stop se v minulosti vytvořily mýty a legendy, například v případě tříprstých stop dinosaura druhu Moyenisauropus karaszevskii, objevených v roce 2005 na pískovcové desce nedaleko obce Kontrewers. Petroglyfy (rytiny na kamenech a skalách) z dávné doby zde možná zobrazují domnělého původce zkamenělých stop, může se však také jednat o zosobnění zlých sil na místě dávných okultních rituálů.
Objeveny zde byly také koprolity (zkamenělý trus) raně jurských dinosaurů.